# Betta gladiator
Betta gladiator är en fiskart som beskrevs av Tan och Ng 2005. Betta gladiator ingår i släktet Betta och familjen Osphronemidae. Inga underarter finns listade.